# العقوبات الاقتصادية على السلطة الوطنية الفلسطينية (2006-2007)
العقوبات الاقتصادية ضد السلطة الوطنية الفلسطينية 2006-2007 هي عقوبات وإجراءات اقتصادية فرضتها إسرائيل والولايات المتحدة ودول أخرى على السلطة الوطنية الفلسطينية، بما في ذلك تعليق المساعدات الدولية بعد الانتصار الحاسم لحركة حماس في انتخابات المجلس التشريعي الفلسطيني في 25 يناير 2006.
في 18 فبراير 2006، عقب أداء اليمين للمجلس التشريعي الجديد، فرضت إسرائيل عقوبات على السلطة الفلسطينية، بما في ذلك تعليق التحويلات إلى السلطة الفلسطينية من عائدات الجمارك التي تجمعها إسرائيل نيابة عن السلطة الفلسطينية. حظرت العقوبات الأمريكية جميع المعاملات المالية المتعلقة بحماس. دعت اللجنة الرباعية للشرق الأوسط إلى مراجعة جميع المساعدات المقدمة إلى أي حكومة جديدة تم تشكيلها ضد التزامها بمبادئ اللاعنف والاعتراف بإسرائيل وقبول الاتفاقات التي سبق أن أبرمتها السلطة الفلسطينية. بعد رفض حماس للشروط، علق المجتمع الدولي المساعدات الدولية للفلسطينيين، مما ألحق ضرراً كبيراً بالاقتصاد الفلسطيني. في 17 يونيو، أُنشِئت "آلية دولية مؤقتة" لنقل المساعدات إلى الفلسطينيين الذين يتجاوزون السلطة الفلسطينية بقيادة حماس أو تم دفع أموال المساعدات مباشرة إلى حسابات الرئيس محمود عباس.
بعد تشكيل عباس حكومة الطوارئ في يونيو 2007، استؤنفت المساعدات الدولية للسلطة الفلسطينية في رام الله، لكن الحكومة التي تقودها حماس في غزة ظلت تحت المقاطعة. رفعت الولايات المتحدة وإسرائيل العقوبات المفروضة على حكومة عباس.

## بعد انتخابات 2006
جرت الانتخابات التشريعية للسلطة الفلسطينية في 25 يناير 2006 وأسفرت عن فوز ساحق لحركة حماس.
في 30 يناير 2006، أصدرت اللجنة الرباعية للشرق الأوسط - التي تضم الولايات المتحدة وروسيا والأمم المتحدة والاتحاد الأوروبي - بيانًا جاء فيه أن "من وجهة نظر اللجنة الرباعية أن جميع أعضاء الحكومة الفلسطينية المستقبلية يجب أن يلتزموا بما يلي: اللاعنف، والاعتراف بإسرائيل، وقبول الاتفاقات والالتزامات السابقة، بما في ذلك خارطة الطريق، "وتوصل إلى أنه من المحتم أن تتم مراجعة المساعدة المستقبلية لأي حكومة جديدة من قبل المانحين مقابل التزام تلك الحكومة بتلك المبادئ، وهو ما رفضته حماس. على الرغم من أن اللجنة الرباعية لم تطالب رسميًا بفرض عقوبات ولم تحظر صراحة تقديم المساعدة للسلطة الفلسطينية بقيادة حماس، ولكنها دعت إلى "مراجعة" المساعدة مقابل المبادئ الثلاثة، وقد أدى مزيج من الضغط السياسي والتهديدات الأمريكية بفرض عقوبات على البنوك التي تتعامل مع أموال المساعدات إلى وقف التحويلات إلى السلطة الفلسطينية.
في 1 فبراير 2006، أعلنت إسرائيل أنها ستعلق تحويلات عائدات الجمارك إلى السلطة الفلسطينية، وأشارت إلى أنه سيتم تعليق التحويلات المستقبلية أثناء مراجعة القضية. في 18 فبراير، بعد أن أدى المجلس التشريعي الجديد اليمين، فرضت إسرائيل عقوبات على السلطة الفلسطينية، بما في ذلك تعليق حوالي 50 مليون دولار من عائدات الجمارك الشهرية للسلطة الفلسطينية، وفرضت قيود على سفر أعضاء حماس. قال القائم بأعمال رئيس الوزراء إيهود أولمرت إنه "من الواضح أنه في ضوء أغلبية حماس في المجلس التشريعي الفلسطيني والتعليمات بتشكيل حكومة جديدة التي أعطيت لرئيس حماس، فإن السلطة الفلسطينية - عملياً - تصبح سلطة إرهابية".
حذر مسؤولون في الإدارة الأمريكية وبعض أعضاء الكونغرس قادة حماس من أن الولايات المتحدة لن تقدم المساعدة بعد الآن لحكومة السلطة الفلسطينية بقيادة حماس ما لم تغير حماس ميثاقها للاعتراف بحق إسرائيل في الوجود ونبذ استخدام العنف.
قال مسؤولون إسرائيليون ودبلوماسيون غربيون إن الولايات المتحدة وإسرائيل تبحثان سبل زعزعة استقرار الحكومة الفلسطينية حتى يفشل مسؤولو حماس المنتخبون حديثًا والدعوة لإجراء انتخابات مرة أخرى. كان القصد تجويع السلطة الفلسطينية من المال والعلاقات الدولية. تمت مناقشة هذا النهج على أعلى المستويات في وزارة الخارجية الأمريكية والحكومة الإسرائيلية. ناقش مسؤولون عسكريون إسرائيليون فصل غزة كليًا عن الضفة الغربية وجعل الحدود بين إسرائيل وغزة حدودًا دولية. يُحرم أعضاء حماس في البرلمان من السفر بحرية بين غزة والضفة الغربية.

## في ظل حكومة بقيادة حماس
بعد أن أدت حكومة هنية الأولى بقيادة حماس اليمين في 29 مارس 2006، قطعت كل من الولايات المتحدة والاتحاد الأوروبي مساعداتها للسلطة الفلسطينية. كما علقت كندا مساعدتها.
في 12 أبريل 2006، قرر مكتب مراقبة الأصول الأجنبية التابع لوزارة الخزانة الأمريكية رسميًا أن حماس لديها مصلحة في ممتلكاتها في معاملات السلطة الفلسطينية. وبالتالي، تم حظر جميع المعاملات غير المصرح بها مع السلطة الفلسطينية. لكن الحظر العام على المعاملات تسبب أيضًا في صعوبة تنفيذ المعاملات المالية مع الأفراد والكيانات غير المرتبطين بالسلطة الفلسطينية، حيث اتخذت المؤسسات المالية في جميع أنحاء العالم تدابير وقائية فيما يتعلق بقرار مكتب مراقبة الأصول الأجنبية.
توقفت الولايات المتحدة عن تقديم المساعدات الخارجية المباشرة وغير المباشرة للسلطة الفلسطينية باستثناء بعض المساعدات الإنسانية الطارئة. قالت الولايات المتحدة إنها ستمنع 411 مليون دولار من المساعدات على مدى السنوات القليلة المقبلة وطالبت بإعادة 30 مليون دولار كانت قد تبرعت بها بالفعل. كتب تقرير خدمة أبحاث الكونغرس في 27 يونيو 2007: "مع تعليق جميع المساعدات الاقتصادية التي تديرها الوكالة الأمريكية للتنمية الدولية للضفة الغربية وقطاع غزة والحظر العام للمعاملات المالية من قبل أشخاص أمريكيين مع السلطة الفلسطينية، حاولت الولايات المتحدة تهدئة المخاوف من أن تتسبب سياساتها في معاناة الفلسطينيين".

## التأثير
على الرغم من تعليق المساعدات للسلطة الفلسطينية، إلا أن المساعدات للأراضي الفلسطينية قد زادت خلال عام 2006، إلا أن الفقر ارتفع بشكل حاد خلال نفس الفترة. ووفقًا لمنظمة أوكسفام، فإن هذا يرجع إلى أن المساعدات الدولية لم تعوض الخسارة الكبيرة في الدخل التي نجمت عن حجب إسرائيل لما لا يقل عن 475 مليون دولار من عائدات الضرائب والجمارك الفلسطينية. وشكل هذا حوالي 50٪ من الدخل الشهري للسلطة الفلسطينية في عام 2005. كما أن المساعدات جاءت متأخرة ولم تدر دخلاً وكانت أقل فاعلية. علاوة على ذلك، ساعدت المقاطعة على اندلاع أعمال عنف بين الفصائل الفلسطينية. لاحظت منظمة أوكسفام في عام 2006 انخفاض الدخل وزيادة الفقر والانهيار المؤسسي والتدهور الاقتصادي. وأشارت تقارير إعلامية إلى أن الوضع الإنساني في الضفة الغربية وقطاع غزة يزداد سوءًا.
في فبراير 2006، حذر مبعوث الرباعية جيمس وولفنسون من أن السلطة الفلسطينية على وشك الانهيار الاقتصادي في غضون أسبوعين، بسبب وقف أموال الضرائب للسلطة الفلسطينية من إسرائيل. في رسالة إلى الحكومة الأمريكية، حذر وولفنسون من أن الوضع الاقتصادي يمكن أن يؤدي إلى أعمال عنف. في تقريره الصادر في مايو 2006، شكّك وولفنسون في قرار القوى الغربية بقطع جميع المساعدات باستثناء المساعدات الإنسانية عن الحكومة الفلسطينية بقيادة حماس. وأشار إلى أنه تم إنفاق 1.3 مليار دولار سنويًا على مساعدة الفلسطينيين وتساءل: "هل سنتخلى الآن ببساطة عن هذه الأهداف؟".
في الفترة من أبريل إلى يونيو 2006، قدم الاتحاد الأوروبي 143 مليون دولار كمساعدات طارئة. قدمت الولايات المتحدة 300 مليون دولار من المساعدات الإنسانية وغيرها للفلسطينيين، بهدف تجاوز الحكومة التي تقودها حماس، منها 42 مليون دولار "لتعزيز البدائل الديمقراطية لحماس".

## آلية دولية مؤقتة
حذر البنك الدولي من أن انهيار البنية التحتية الفلسطينية سيكون من الصعب عكس مساره. في 9 مايو 2006، أصدرت الرباعية بيانًا جديدًا كررت فيه قلقها البالغ من أن حكومة السلطة الفلسطينية فشلت حتى الآن في الالتزام بالمبادئ التي تمت صياغتها. وأشارت إلى أنها "أثرت حتما على المساعدة المباشرة لتلك الحكومة"، وأعربت عن قلقها العميق بشأن عواقب ذلك على الشعب الفلسطيني.
وأعلنت اللجنة الرباعية عن آلية دولية لضمان إيصال المساعدات مباشرة إلى الفلسطينيين. بالاشتراك مع البنك الدولي، حاولت الرباعية إيجاد طريقة لتوفير بعض الراحة للفلسطينيين دون العمل مع الحكومة التي تقودها حماس. خففت الولايات المتحدة من موقفها المتشدد لمنع السلطة الفلسطينية من الانهيار ووافقت على آلية للتمويل غير المباشر تحت ضغط من الاتحاد الأوروبي وروسيا. في 17 يونيو 2006، أعلنت الرباعية عن إنشاء "آلية دولية مؤقتة"، لتوجيه التمويل مباشرة إلى الفلسطينيين، مع تجاوز حكومة السلطة الفلسطينية بقيادة حماس.

## التغييرات بعد سيطرة حماس على غزة
بعد سيطرة حماس على غزة في يونيو 2007، أعلنت إسرائيل والولايات المتحدة عن خطط لحصار قطاع غزة.
في الوقت نفسه، رفعوا بعض العقوبات عن الضفة الغربية، من أجل دعم حكومة فتح. في 16 يونيو 2007، قال القنصل العام للولايات المتحدة جاكوب واليس إن الولايات المتحدة تخطط لرفع الحظر على المساعدات المباشرة لحكومة الطوارئ التي نصبها الرئيس الفلسطيني محمود عباس. وقال بعض المسؤولين الإسرائيليين إن ما بين 300 و 400 مليون دولار من عائدات الضرائب الفلسطينية قد يتم تحويلها إلى السلطة الفلسطينية، أي أقل من 700 مليون دولار التي كان عباس يطلبها. وأعربت الرباعية عن دعمها لعباس وقلقها على الوضع الإنساني في غزة، رغم أنها لم تعلن عن أي تغيير في الحظر المفروض على المساعدات المباشرة.
بعد بضعة أيام، أنهت الولايات المتحدة مقاطعتها الاقتصادية والسياسية التي استمرت 15 شهرًا للسلطة الفلسطينية التي تتخذ من رام الله مقراً لها، لكن الحكومة التي تقودها حماس في غزة ظلت تحت العقوبات والحصار. وبالمثل أعلن الاتحاد الأوروبي عن خطط لاستئناف المساعدات المباشرة للفلسطينيين. في 25 يونيو 2007، وافقت إسرائيل على تحويل مئات الملايين من الدولارات من عائدات الضرائب التي صادرتها إلى الرئيس الفلسطيني عباس.
وكشف موقع ويكيليكس عن برقية من السفارة الأمريكية في تل أبيب بتاريخ 3 نوفمبر 2008 كشفت أن إسرائيل تعتزم الإبقاء على اقتصاد قطاع غزة "على شفا الانهيار" دون "دفعه إلى الحافة"، وأن إسرائيل تعتزم إبقاء اقتصاد قطاع غزة على حافة الانهيار. اقتصاد غزة يعمل عند أدنى مستوى ممكن بما يتفق مع تجنب أزمة إنسانية". في أكتوبر 2010، تم إصدار الأوراق التي كشفت عن نظام للحفاظ على المستوى الأدنى. احتوت على خطوط تحذير علوية وسفلية تحدد الفوائض والنقص في المنتجات المدرجة في غزة.

## روابط خارجية
- Special Rapporteur on the situation of human rights in the Occupied Palestinian Territories